# Salix acutifolia
Salix acutifolia, o Salze violeta siberià, és una espècie de salze i és planta nativa de Rússia i Àsia oriental. És un arbust o arbre caducifoli que fa fins 10 m d'alt. Els brots joves són porpra fosc amb les flors blanques. Els gatells suten abans que les fulles. Com tots els salzes és dioic.
L'epítet específic acutifolia significa «fulles agudes».
El clon mascle Blue Streak ha guanyat l'Award of Garden Merits de la Royal Horticultural Society.